# Meile

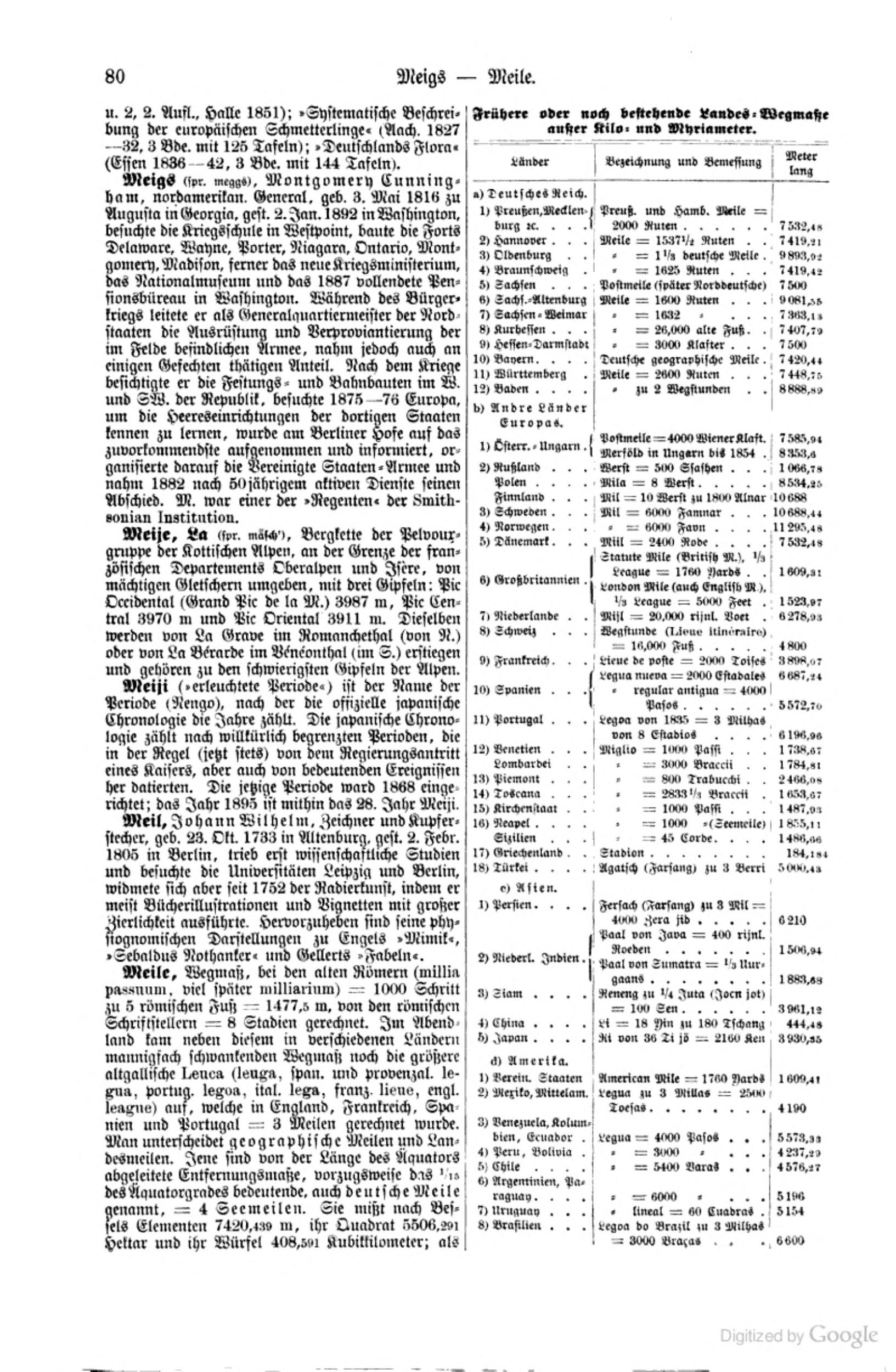
Eintrag Meile in Meyers Konversations-Lexikon, 5. Auflage, 1896

Die Meile ist eine Längenmaßeinheit außerhalb des Internationalen Einheitensystems.
Die heute gebräuchlichsten Einheiten sind die Seemeile (1852,0 Meter) und die englische statute mile (1609,344 Meter) sowie alltagssprachlich in Schweden und Norwegen die skandinavische Meile (10 Kilometer). In Deutschland galten bis ins späte 19. Jahrhundert die preußische Meile oder Landmeile (7532,5 Meter) und die deutsche oder geographische Meile (7420,44 Meter, definiert als der fünfzehnte Teil eines Äquatorialgrades). In der vormetrisch-metrischen Übergangszeit wurde auch mit einer deutschen Meile zu 7500 Meter gerechnet.
Vor der Umstellung auf das metrische System (in den meisten Ländern um 1840–1870) gab es allein in Europa etwa 60 Definitionen mit Längen zwischen 1,5 und 11 Kilometern.

## Geschichte
Im Römischen Reich entsprachen fünf Fußlängen (lat. pes) der Länge eines Doppelschrittes (lat. passus), also eines vollen Schrittzyklus aus zwei aufeinanderfolgenden Schritten. Tausend Doppelschritte wurden als mille passus „tausend Schritte“ (Singular, eine Meile) oder milia passuum „tausende von Schritten“ (Plural, mehrere Meilen) bezeichnet; die römische Meile maß demnach rund 1½ km. Von der verkürzten Form milia entstand im Deutschen das Wort „die Meile“ (aus Neutrum Plural wurde Femininum Singular), in anderen Sprachen mil, miil, mijl, mila, milja oder mile. Der Meilenstein (lat. lapis milliarium oder verkürzt miliarium) gab fortan Entfernungen an.
Die häufigste alte englische Meile hieß London mile, die neue British mile oder statute mile. Sie war die Grundlage des Pferderennsports, und auf dieser Distanz wurde 1780 das Derby in Epsom ausgetragen. Um 1784 wurde die Distanz auf das Anderthalbfache verlängert, und diese wird noch heute gelaufen.
Im deutschen Sprachraum waren die Landmeile und die geographische Meile üblich. Anders als die englische Meile, die mit ihren 1,6 km in etwa die römische Meile tradiert, entsprachen die deutsche Landmeile und die geographische Meile rund 7½ km.
Die ehemals in Europa und Lateinamerika verwendete Längeneinheit Leuge wird gelegentlich als „Meile“ übersetzt, beispielsweise im Titel zu Jules Vernes Roman 20.000 Meilen unter dem Meer.
Viele Meilen und verwandte Einheiten (Leuge, League, Legua) waren festgelegt als Entsprechung einer Bogenminute am Äquator oder einem bestimmten Meridian – oder einem ganzzahligen Vielfachen davon. So liegen die verschiedenen historischen Seemeilen alle im Bereich der Länge einer Bogenminute am Äquator. Die deutsche geographische Meile entspricht definitionsgemäß dem fünfzehnten Teil eines Äquatorialgrades (4 Bogenminuten).
1929 einigte man sich international auf die heute in der Schifffahrt und in der Luftfahrt für Entfernungen gebräuchliche Seemeile, englisch nautical mile, abgekürzt NM, in Deutschland sm.
1959 wurden die in den englischsprachigen Ländern bestehenden Längenmaßunterschiede durch internationale Übereinkunft aufgehoben, seitdem wird in angloamerikanischen Ländern die englische Meile, Landmeile oder statute mile verwendet, beispielsweise in der Einheit Meilen pro Stunde (mph = miles per hour).

## Vergleich
| Länge (m)       | Bezeichnung                                                    | Verwendungsort             | von                   | bis   | Definition                                                                           | Bemerkungen |
| --------------- | -------------------------------------------------------------- | -------------------------- | --------------------- | ----- | ------------------------------------------------------------------------------------ | --- |
| 00500           | Li, chinesische Meile                                          | China                      | Mitte 20. Jhdt.       | heute | 1500 (früher auch 1800) Chi                                                          | zur Kaiserzeit zwischen 323 m und 645 m – Tabelle chinesischer Maßeinheiten verschiedener Dynastien |
| 01000           | (zum Vergleich)                                                | international              | seit Ende des 18. Jh. | heute | 1 Kilometer                                                                          | ≈ 1/10000 des Erdmeridianquadranten |
| 01482           | mille passus, Miliarium                                        | Römisches Reich            |                       |       |                                                                                      | Alte Maße und Gewichte (römische Antike) |
| 01486,6         | Miglio                                                         | Sizilien                   |                       |       |                                                                                      | |
| 01500           | persische Meile                                                | Persien                    |                       |       |                                                                                      | Alte Maße und Gewichte (Persien) |
| 01524           | London Mile                                                    | England                    |                       |       |                                                                                      | Alte Maße und Gewichte (England) |
| 01609,3426      | (statute) mile                                                 | Großbritannien             | 1592                  | 1959  | 1760 Yards                                                                           | Im Laufe der Zeiten änderte sich die Länge eines Yards mehrmals und somit auch die darauf bauende, zunächst englische und zuletzt ab 1824 imperiale Meile. Eingeführt wurde die „Statute Mile“ 1592 während der Regentschaft Elisabeth I.                                    |
| 01609,344       | mile                                                           | international              | 1959                  | heute | 1760 Yards                                                                           | Zum 1. Juli 1959 wurden die weltweit unterschiedlichen angloamerikanischen Längeneinheiten vereinheitlicht. Die Länge in Metern ist exakt. |
| 01609,347...    | (survey) mile                                                  | USA                        | 1893                  | 2022  | 1760 (survey) Yards                                                                  | Seit der Vereinheitlichung 1959 als „U.S. Survey Mile“ bezeichnet und nur noch zur Landvermessung verwendet. Zuvor war dies die reguläre Meile und wurde auch als „statute mile“ bezeichnet. Seit 1893 exakt 1760·3600/3937 m.                                               |
| 01653,6         | Miglio toscano                                                 | Toskana                    | 1782                  | 1861  | 2833⅓ Braccio da Panno                                                               | Traditionell 3000 Braccio da Terra; siehe Alte Maße und Gewichte (Toskana) |
| 01807           | Scots mile                                                     | Schottland                 |                       | 1824  | (320 falls)                                                                          | Alte Maße und Gewichte (Schottland) |
| 01820           |                                                                | Italien                    |                       |       |                                                                                      | |
| 01852           | Seemeile, Nautische Meile                                      | international              |                       | heute | 1852 Meter                                                                           | Die in der Schifffahrt, Luftfahrt und in der Meteorologie (Windgeschwindigkeit) gebräuchliche Längeneinheit wurde am Großkreis von 40.000 km gemessen und entsprach dort einer Bogenminute. Seit 1992 direkt vom Meter abgeleitet. Abkürzung: NM, nm (im Deutschen auch sm). |
| 01852,3         | (zum Vergleich)                                                |                            |                       |       | 1 Meridianminute                                                                     | |
| 01853,181       | nautische Meile                                                | Türkei                     |                       |       |                                                                                      | |
| 01855,4         | (zum Vergleich)                                                |                            |                       |       | 1 Äquatorminute                                                                      | Obwohl die NM auf Basis der Minute definiert wurde, ergibt sich eine Abweichung zur Äquatorminute, da man damals den Erdumfang nur näherungsweise mit 40.000 km bestimmen konnte.                                                                                            |
| 02065           |                                                                | Portugal                   |                       |       |                                                                                      | |
| 02220           | Gallo-römische Leuge                                           | Gallorömische Kultur       |                       |       | 1½ Meilen                                                                            | Unter der Regentschaft Kaiser Septimius Severus’, ab der sie in den gallischen und germanischen Provinzen die römische Meile als offizielles Längenmaß ersetzte, teilweise zeitlich und regional abweichend.                                                                 |
| 02470           |                                                                | Sardinien, Piemont         |                       |       |                                                                                      | |
| 02880           |                                                                | Irland                     |                       |       |                                                                                      | |
| 03780           |                                                                | Flandern                   |                       |       |                                                                                      | |
| 03898           | französische Lieue (Postleuge)                                 | Frankreich                 |                       |       | 2000 Körperlängen                                                                    | |
| 03927           | japanische Ri (里)                                             | Japan                      | 1891                  |       | 36 chō (町)                                                                          | siehe Shakkanhō |
| 04000           | allgemeine oder metrische Leuge                                |                            |                       |       |                                                                                      | |
| 04000           | Legua                                                          | Guatemala                  |                       |       |                                                                                      | |
| 04190           | Legua                                                          | Mexiko                     |                       |       | = 2500 Tresas = 5000 Varas                                                           | |
| 04444,8         | Landleuge                                                      |                            |                       |       | 1/25° eines Längenkreises                                                            | |
| 04452,2         | lieue commune                                                  | Frankreich                 |                       |       |                                                                                      | Alte Maße und Gewichte (Frankreich) Auf dieses Maß bezieht sich 20.000 Meilen unter dem Meer. |
| 04513           | Legua                                                          | Paraguay                   |                       |       |                                                                                      | |
| 04513           | Legua                                                          | Chile, (Guatemala, Haiti)  |                       |       | = 36 Cuadros = 5400 Varas                                                            | |
| 04808           |                                                                | Schweiz                    |                       |       |                                                                                      | Alte Maße und Gewichte (Schweiz) |
| 04828           | englische land league (Landleuge)                              | England                    |                       |       | 3 Meilen                                                                             | |
| 04800 04900     | germanische Rasta, auch „Doppelleuge“                          |                            |                       |       |                                                                                      | |
| 05000           | légua nova                                                     | Portugal                   |                       |       |                                                                                      | |
| 05196           | Legua                                                          | Bolivien                   |                       |       | = 40 Ladres                                                                          | |
| 05152           | Legua argentina                                                | Argentinien, Buenos Aires  |                       |       | = 6000 Varas                                                                         | |
| 05154           | Legua                                                          | Uruguay                    |                       |       |                                                                                      | |
| 05200           | bolivianische Legua                                            | Bolivien                   |                       |       |                                                                                      | |
| 05370           | Legua                                                          | Venezuela                  |                       |       |                                                                                      | |
| 05500           | portugiesische Legua                                           | Portugal                   |                       |       |                                                                                      | |
| 05510           | Legua                                                          | Ecuador                    |                       |       |                                                                                      | |
| 05510           | ecuadorianische Legua                                          | Ecuador                    |                       |       |                                                                                      | |
| 05532,5         | Landleuge                                                      | Preußen                    |                       |       |                                                                                      | Alte Maße und Gewichte (Preußen) |
| 05540           | Legua                                                          | Honduras                   |                       |       |                                                                                      | |
| 05556           | Seeleuge                                                       |                            |                       |       | 1/20° eines Längenkreises 3 nautische Meilen                                         | |
| 05570           | Legua                                                          | Spanien und Chile          |                       |       |                                                                                      | Alte Maße und Gewichte (Spanien) |
| 05572           | Legua                                                          | Kolumbien                  |                       |       | = 3 Millas                                                                           | |
| 05572,7         | Legua                                                          | Peru                       |                       |       | = 20.000 Fuß                                                                         | |
| 05572,7         | Legua antigua alte Legua                                       | Spanien                    |                       |       | = 3 Millas = 15.000 Fuß                                                              | |
| 05590           | Légua                                                          | Brasilien                  |                       |       | = 5000 Varas = 2500 Bracas                                                           | |
| 05600           | brasilianische Legua                                           | Brasilien                  |                       |       |                                                                                      | |
| 05840           | holländische Meile                                             | Holland                    |                       |       |                                                                                      | |
| 06197           | légua antiga                                                   | Portugal                   |                       |       | = 3 Milhas = 24 Estadios                                                             | |
| 06277           |                                                                | Luxemburg                  |                       |       |                                                                                      | |
| 06280           |                                                                | Belgien                    |                       |       |                                                                                      | |
| 06687,24        | Legua nueva neue Legua, seit 1766                              | Spanien                    |                       |       | = 8000 Varas                                                                         | |
| 06797           | Landvermessermeile                                             | Sachsen                    |                       |       |                                                                                      | |
| 07400           |                                                                | Niederlande                |                       |       |                                                                                      | Alte Maße und Gewichte (Niederlande) |
| 07409           | (zum Vergleich)                                                |                            |                       |       | 4 Meridianminuten                                                                    | |
| 07419,2         |                                                                | Königreich Hannover        |                       |       |                                                                                      | Alte Maße und Gewichte (Hannover) |
| 07419,4         |                                                                | Herzogtum Braunschweig     |                       |       |                                                                                      | |
| 07420,4 07414,9 |                                                                | Bayern                     |                       |       |                                                                                      | Alte Maße und Gewichte (Bayern) |
| 07420,439       | geographische Meile (korrigierte) deutsche geographische Meile | Dänemark, Hamburg, Preußen |                       |       |                                                                                      | 1/15 Äquatorialgrad |
| 07421,6         | (zum Vergleich)                                                |                            |                       |       | 4 Äquatorminuten                                                                     | |
| 07448,7         |                                                                | Württemberg                |                       |       |                                                                                      | |
| 07450           |                                                                | Hohenzollern               |                       |       |                                                                                      | |
| 07467,6         |                                                                | Russland                   |                       |       | 7 Werst                                                                              | Alte Maße und Gewichte (Russland) |
| 07480           |                                                                | Böhmen                     |                       |       |                                                                                      | |
| 07500           | kleine/neue Postmeile                                          | Sachsen                    | 1840                  |       |                                                                                      | Deutsches Reich, Norddeutscher Bund, Großherzogtum Hessen, Russland |
| 07532,5         | Deutsche Land(es)meile, Preußische Landmeile                   | Dänemark, Hamburg, Preußen |                       |       | = 2000 preußische Ruten = 24000 preußische Fuß (auch Berliner Fuß oder dänische Fuß) | Für Dänemark definiert durch Ole Rømer, eine deutsche Landmeile entspricht 10.000 Schritt. |
| 07534           | Míla á landi                                                   | Island                     |                       |       |                                                                                      | |
| 07585,9         | Postmeile                                                      | Österreich-Ungarn          |                       |       |                                                                                      | Alte Maße und Gewichte (Österreich) |
| 07850           |                                                                | Rumänien                   |                       |       |                                                                                      | |
| 08800           |                                                                | Schleswig-Holstein         |                       |       |                                                                                      | |
| 08888,89        |                                                                | Baden                      |                       |       |                                                                                      | Alte Maße und Gewichte (Baden) |
| 09062           | Kursächsische Postmeile (mittlere Post- oder Polizeimeile)     | Kurfürstentum Sachsen      | 1722                  | 1840  |                                                                                      | Alte Maße und Gewichte (Sachsen) |
| 09206,3         |                                                                | Kurfürstentum Hessen       |                       |       |                                                                                      | |
| 09261,4         | (zum Vergleich)                                                |                            |                       |       | 5 Meridianminuten                                                                    | |
| 09264,4         | Lippische Landmeile                                            | Lippe (Land)               |                       | 1858  |                                                                                      | |
| 09277           | (zum Vergleich)                                                |                            |                       |       | 5 Äquatorminuten                                                                     | |
| 09323           | alte Landmeile                                                 | Hannover                   |                       | 1836  |                                                                                      | |
| 09347           | alte Landmeile                                                 | Hannover                   |                       | 1836  |                                                                                      | |
| 09869,6         |                                                                | Oldenburg                  |                       |       |                                                                                      | |
| 10000           | metrische Meile, skandinavische Meile                          | Schweden, Norwegen         |                       |       |                                                                                      | Heutzutage noch immer sehr gebräuchlich, z. B. für Fahrstrecken; entspricht Myriameter. |
| 10044           | große Meile                                                    | Westfalen                  |                       |       |                                                                                      | |
| 10670           |                                                                | Finnland                   |                       |       |                                                                                      | Alte Maße und Gewichte (Finnland) |
| 10688,54        | mil                                                            | Schweden                   |                       | 1889  |                                                                                      | Alte Maße und Gewichte (Schweden) |
| 11113,7         | (zum Vergleich)                                                |                            |                       |       | 6 Meridianminuten                                                                    | |
| 11132,4         | (zum Vergleich)                                                |                            |                       |       | 6 Äquatorminuten                                                                     | |
| 11299           | mil                                                            | Norwegen                   |                       | 1889  |                                                                                      | Alte Maße und Gewichte (Norwegen), entsprach 3000 „rheinländischen Ruthen“. |

Ähnliche Einheiten:
- 1066,8 m – Werst, siehe auch Alte Maße und Gewichte (Russland)